# Бланк, Хендри
Хендри Арон Бланк (нем. Hendry Aron Blank; род. 21 августа 2004) — немецкий футболист, защитник зальцбургского «Ред Булла», выступающий на правах аренды за немецкий клуб «Ганновер 96».

## Карьера

### «Боруссия» Дортмунд
Воспитанник футбольной академии немецкого клуба «Байер 04». Летом 2019 года перебрался в структуру дортмундской «Боруссии», где продолжил выступать на юношеском уровне. В июне 2023 года подписал с клубом новый двухлетний контракт. В июле 2023 года вместе с основной командой клуба отправился на предсезонные сборы. Новый сезон начал в составе дортмундской «Боруссии II». Первый матч за клуб сыграл 20 августа 2023 года в матче против клуба «Фрайбург II», выйдя на поле в стартовом составе. В октябре 2023 года вместе с клубом отправился на матчи Лиги чемпионов УЕФА. Дебютный матч за основную команду клуба сыграл 20 января 2024 года в матче немецкого чемпионата против «Кёльна», выйдя на замену в начале второго тайма.

### «Ред Булл» Зальцбург

#### Сезон 2024/25
В феврале 2024 года перешёл зальцбургский «Ред Булл», подписав контракт до конца июня 2028 года. В своём дебютном сезоне оставался на скамейке запасных, вместе с клубом став серебряным призёром чемпионата. Дебютировал за клуб 26 июля 2024 года в матче Кубка Австрии против клуба «Дорнбирн 1913», выйдя на поле в стартовом составе. Первый матч в чемпионате сыграл 2 августа 2024 года против клуба ГАК, выйдя на поле в стартовом составе. Вместе с клубом квалифицировался в общий этап Лиги чемпионов УЕФА, в квалификационном раунде плей-офф победив киевское «Динамо». Первый матч в рамках общего этапа Лиги чемпионов УЕФА сыграл 18 сентября 2024 года против пражской «Спарты», выйдя на поле в стартовом составе. Первым результативным действием за клуб отличился 25 сентября 2024 года в матче Кубка Австрии против клуба «Винер Виктория», отдав голевую передачу. По итогу общего этапа Лиги чемпионов УЕФА не смогли выйти в раунд плей-офф, завершив своё выступление на турнире. По итогу сезона, пропустив большую часть матчей из-за травм, вместе с клубом стал серебряным призёром чемпионата.

#### Аренда в «Ганновер 96»
В июне 2025 года на правах арендного соглашения присоединился к немецкому клубу «Ганновер 96», соглашение с которым было заключено до конца сезона. Дебютировал за клуб 3 августа 2025 года в матче против клуба «Кайзерслаутерн», выйдя на замену на 88 минуте.

## Международная карьера
В октябре 2023 года получил вызов в молодёжную сборную Германии до 20 лет для участия в Элитной лиге. Дебютировал за сборную 13 октября 2023 года в матче против сборной Португалии, выйдя на поле в стартовом составе. В октябре 2024 года получил вызов в молодёжную сборную Германии. Дебютировал за сборную 15 октября 2024 года в квалификационном матче молодёжного чемпионата Европы против сборной Польши.